# اتحادیه یوچیه
اتحادیه یوچیه (به لاتین: Eochia Union) یک منطقهٔ مسکونی در بنگلادش است که در Satkania Upazila واقع شده‌است.
 اتحادیه یوچیه ۲۳٫۹۱ کیلومتر مربع مساحت و ۱۹,۹۲۵ نفر جمعیت دارد.